# Psydrax shuguriensis
Psydrax shuguriensis är en måreväxtart som beskrevs av Diane Mary Bridson. Psydrax shuguriensis ingår i släktet Psydrax och familjen måreväxter. Inga underarter finns listade i Catalogue of Life.